# Joseph Alessi

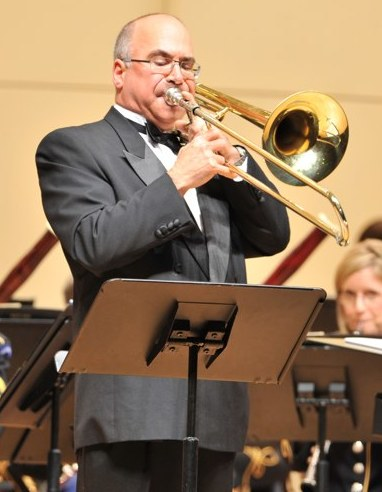
Joseph Alessi

Joseph Alessi är en amerikansk, främst klassisk, trombonist född 1959 i Detroit, Michigan, USA.
Alessi är sedan 1985 anställd som stämledare/förstetrombonist i New York-filharmonikerna. Han har också framträtt som solist tillsammans med många av världens främsta orkestrar, däribland New York-filharmonikerna, Helsingfors Symfoniorkester, New Japan Philharmonic med flera. Förutom sina uppdrag som orkestermusiker, solist och kammarmusiker är han lärare vid Juilliard School of Music i New York.

## Diskografi
- Return to Sorrento, 2006, Naxos Records
- Illuminations, Joe Alessi med University of New Mexico Wind Symphony, DCD-367
- Four of a Kind 2, Take me out to the ball game, Joe Alessi, Blair Bollinger, Scott Hartman, och Mark Lawrence, Summit Records, DCD-345
- Trombonastics, Summit Records, DCD-314
- An American Celebration; Volume II' som innehåller en inspelning av Rouses Trombonkonsert med New York-filharmonikerna, New York Philharmonic Special Editions
- New York Legends, Joseph Alessi, Principal Trombone, New York Philharmonic, 1998, Cala Records, Ltd
- Slide Area, Joe Alessi med Jonathan Feldman (piano) 1992, Summit Records
- Fandango Joseph Alessi, Jr med Philip Smith (trumpet) ur New York-filharmonikerna, framförd tillsammans med University of New Mexico Wind Symphony, Summit Records, DCD-271
- Four of a Kind, Music for Trombone Quartet, Joe Alessi, Blair Bollinger, Scott Hartman och Mark Lawrence, Summit Records, DCD-123
- Beyond the End of the Century av Joseph Alessi och Jonathan Feldman (piano), Summit Records, DCD-309
- Trombones Under the Tree, Summit Records. DCD-146
- Song of Exuberance, 2001, Metro Brass
- Collage, the New York Trombone Quartet Plays!, av Joseph Alessi, Edward Neumeister, och James E. Pugh
- Bone-A-Fide Brass av Joseph Alessi och Imperial Brass, Summit Records. DCD-480